# Konstanty Lubstowski
Konstanty Lubstowski herbu Leszczyc (zm. po 1680 roku), kasztelan bydgoski i nakielski.
Syn Adama (zm. 1635), dworzanina królewskiego i Jadwigi Zakrzewskiej. Brat Mikołaja (zm. 1684) i Kazimierza (zm. 1634). Czterokrotnie żonaty: m.in. z Barbarą Drzewiecką, Marianną Rogalińską, Zofią nieznaną z nazwiska, z której urodził się syn Rafał (zm. 1709/1710).
Od 1639 do 1640 był starostą kruszwickim. W latach 1657–1674 był kasztelanem bygdoskim. Według herbarza Uruskiego pełnił urząd kasztelana nakielskiego 1680. Podpisał elekcję Jana II Kazimierza w 1648 roku.
Od prymasa Wacława Leszczyńskiego otrzymał Sempolno.